# نيجار رفيبيلي
نيجار خودادات قيزي رفيبيلي (بالاذرية:Nigar Xudadat qızı Rəfibəyli) وهي كاتبة وشاعرة أذربيجانية. وهي زوجة الكاتب الاذري المشهور رسول رضا ووالدة الروائي والكاتب الاذربيجاني أنار رضاييف

## حياتها
ولدت نيجار رفيبيلي في بلدة كنجة كان والد نيجار الطبيب خودادات رفيبيلي أول طبيب جراح يدرس في أوروبا في سنة 1919 تمت دعوته ليكون على رأس حكومة كنجة المحلية التابعة لدولة جمهورية أذربيجان الديمقراطية لكن سرعان ما أنهارت الجهورية واعتقل بتحريض من البلاشفة الارمن وجرى إرساله لمعسكر الاعتقال في جزيرة نارجين حيث تم إعدامه هناك. أتمت نيجار رفيبيلي دراستها الابتدائية في بلدة كنجة وبعدها إنتقلت لمدينة باكو لاكمال تعليمها العالي ودرست في المدرسة الفنية التربوية